# Krešiči
Krešiči ali karabidi (znanstveno ime Carabidae) so velika družina hroščev, v katero uvrščamo prek 40.000 danes znanih vrst, razširjenih po vsem svetu. Običajno so to razmeroma veliki hrošči z dolgimi nogami, ki se zadržujejo pri tleh. Različni predstavniki poseljujejo zelo raznolike kopenske habitate, od tundre do gozdov, jam in pasu bibavice na morski obali, znani pa so predvsem kot plenilci talnih organizmov. Večkrat neodvisno je pri tej skupini prišlo do izgube kril, neleteči predstavniki imajo zraščene pokrovke. Večina vrst je generalistov, torej lovijo različne vrste plena, druge pa so ozko specializirane, na primer na polže ali skakače. Nekateri bolj specializirani krešiči so rastlinojedi in se prehranjujejo s semeni ali plazmodiji sluzavk.
Zaradi vpadljivosti so kljub ogromnemu številu vrst razmeroma dobro raziskani. S plenjenjem škodljivih žuželk ali polžev oziroma zbiranjem semen plevelov imajo koristen vpliv na kmetijstvo in nekatere vrste uporabljajo za biološki nadzor škodljivcev. Kot raznolika skupina, katere prisotnost je možno dokaj enostavno spremljati, so uporabni tudi kot indikatorski takson za stanje naravnega okolja na različnih ravneh preučevanja. Kljub temu taksonomija še ni povsem dorečena in se z napredkom molekularnih tehnik spreminja celo razumevanje sorodstvenih odnosov med višjimi skupinami.
Za Slovenijo je znanih približno 700 vrst, med katerimi so pogosti denimo vijolični (Carabus germari), verigasti (Carabus catenulatus) in bakreni krešič (Carabus cancellatus), bolj favnistično zanimive pa so slepe jamske vrste (rodovi Anophthalmus, Aphaenopidius in drugi) z mnogimi endemiti, od katerih je zaradi svojega imena splošno znan Hitlerjev brezokec (Anophthalmus hitleri).